# هكلر آند كوخ إم بي7
هكلر آند كوخ إم بي7 هو سلاح فردي شخصي دفاعي من تصميم شركة هكلر آند كوخ الألمانية، صمم لكي يلبي متطلبات حلف الناتو المنشورة في عام 1989. دخل السلاح الخدمة في عام 2001 ومنذ ذلك الوقت تم تعديله وأحدث إصدار هو إم بي7 إيه1 وإم بي7 إيه2. ومجهز بعيارHK 30×4.6 mm